# Rotes Fort (Delhi)
Das Rote Fort (Urdu لال قلعہ Lal Qila) in der nordindischen Stadt Delhi ist eine Festungs- und Palastanlage aus der Epoche des Mogulreiches. Sie wurde zwischen 1639 und 1648 für den Mogulkaiser Shah Jahan erbaut und gehört seit 2007 zum Weltkulturerbe der UNESCO. Ihren Namen erhielt sie von der charakteristischen roten Farbe des für die Festungsmauern verwendeten Sandsteins.

## Lage und Ausdehnung
Das Rote Fort liegt am östlichen Rand von Shahjahanabad in Delhi. Das Festungsgelände erstreckt sich entlang des früheren rechten Ufers der Yamuna, die heute jedoch einige hundert Meter weiter östlich fließt. Von Nord nach Süd nimmt es fast einen Kilometer, in der Ost-West-Ausdehnung rund 500 Meter ein. Ursprünglich war es als Rechteck im Seitenverhältnis 3:4 mit abgeschrägten Ecken ausgelegt. Tatsächlich springt es aber im Norden dreieckig hervor, da die Umgebungsmauer sonst einen spitzen Winkel mit dem alten Flussbett der Yamuna gebildet hätte, die an dieser Stelle einen kleinen Bogen bildete. Eine massive Mauer umschließt das Gelände. Die Ost-, West- und Südseite der Mauer ist exakt nach den Himmelsrichtungen ausgerichtet.

## Geschichte

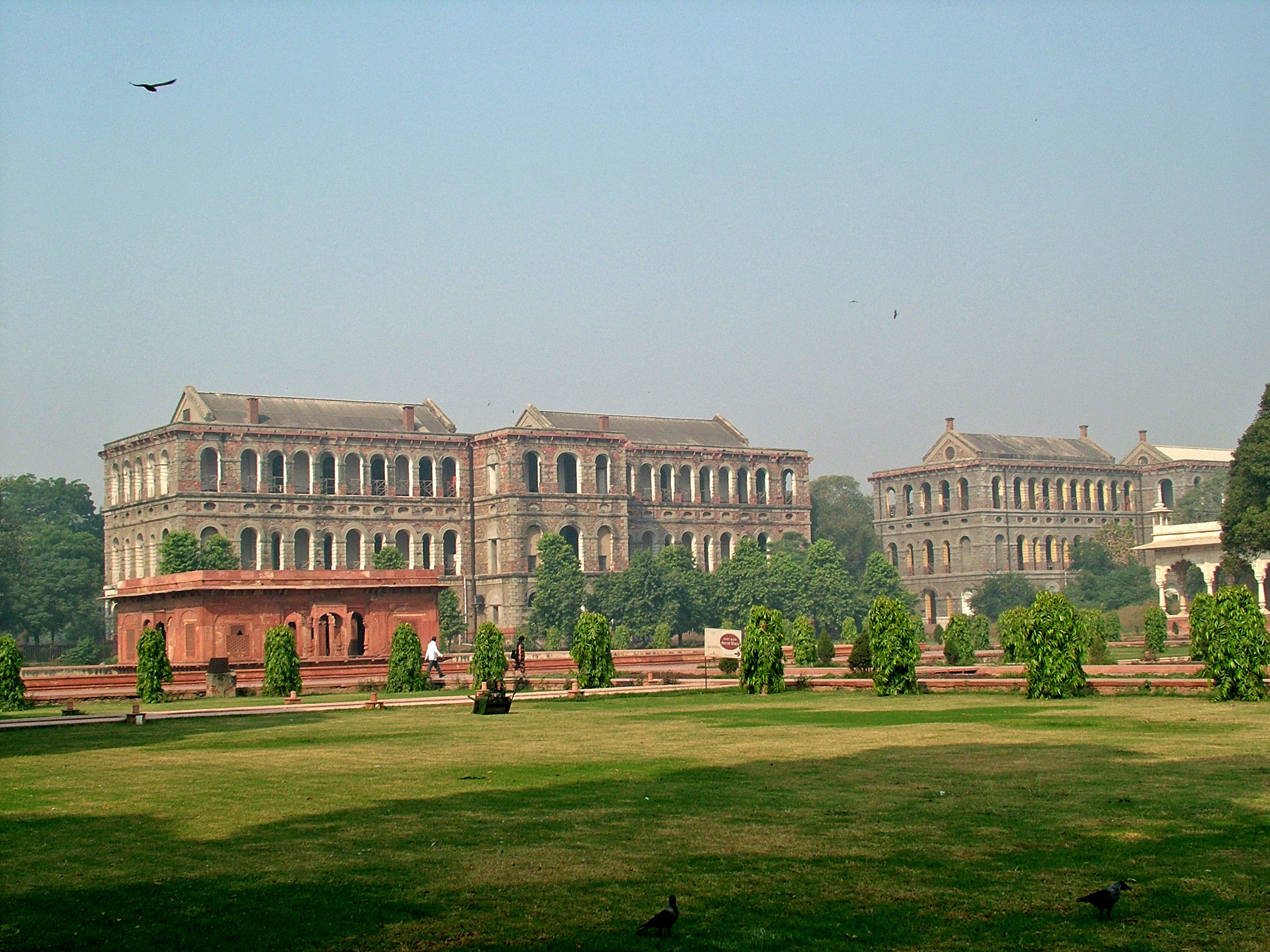
Die Briten zerstörten ab 1858 einen Teil der Anlage, um ihre Kasernen zu errichten (Zustand 2005)

Plan der Mogulresidenz vor ihrer partiellen Zerstörung 1857

Großmogul Shah Jahan (reg. 1627 bis 1658/59) ließ das Rote Fort als kaiserliche Residenz in der von ihm neu gegründeten Hauptstadt Shahjahanabad von den Architekten Hamid und Ahmad errichten. Die Grundsteinlegung erfolgte am 9. Muharram 1048 (23. Mai 1638). Die eigentlichen Bauarbeiten begannen ein Jahr später und wurden 1648 abgeschlossen. Shah Jahans Nachfolger Aurangzeb (reg. 1658 bis 1707) ließ zu Beginn seiner Regierungszeit die beiden Eingangstore der Festung durch Vorwerke verstärken und erweiterte den Palastbereich um eine Moschee. 1737 eroberten die Armeen des persischen Nadir Schah Delhi und plünderten die Mogulresidenz. Dabei wurde unter anderem der legendäre Pfauenthron geraubt. Nach der dritten Schlacht von Panipat 1761 wurde Delhi mit dem Roten Fort erneut erobert und geplündert, diesmal von einer afghanischen Armee unter Ahmed Schah Durrani. Nach der Niederschlagung des Indischen Aufstandes von 1857 und der Absetzung des letzten Großmoguls, Bahadur Shah II., übernahm 1858 die britische Armee das Fort und zerstörte einige der Pavillons und Gärten, um eine Garnison einrichten zu können. Das gesamte Mobiliar der Residenz wurde zerstört oder entwendet. Später wurden Teile der Anlage und der Gärten unter Lord Curzon (Vizekönig von 1899 bis 1905)  restauriert. Anlässlich seiner Proklamation zum Kaiser von Indien auf dem Delhi Durbar 1911 residierte König Georg V. mit Gattin Maria von Teck im Roten Fort.
1947 übernahm die indische Armee das Fort, zog sich aber 2003 daraus zurück. Heute gehört das Rote Fort zu den meistbesuchten Sehenswürdigkeiten Indiens. Am 28. Juni 2007 nahm die UNESCO den gesamten Festungs- und Palastkomplex in ihre Liste des schützenswerten Weltkulturerbes auf.

## Architektur

### Befestigungsanlagen

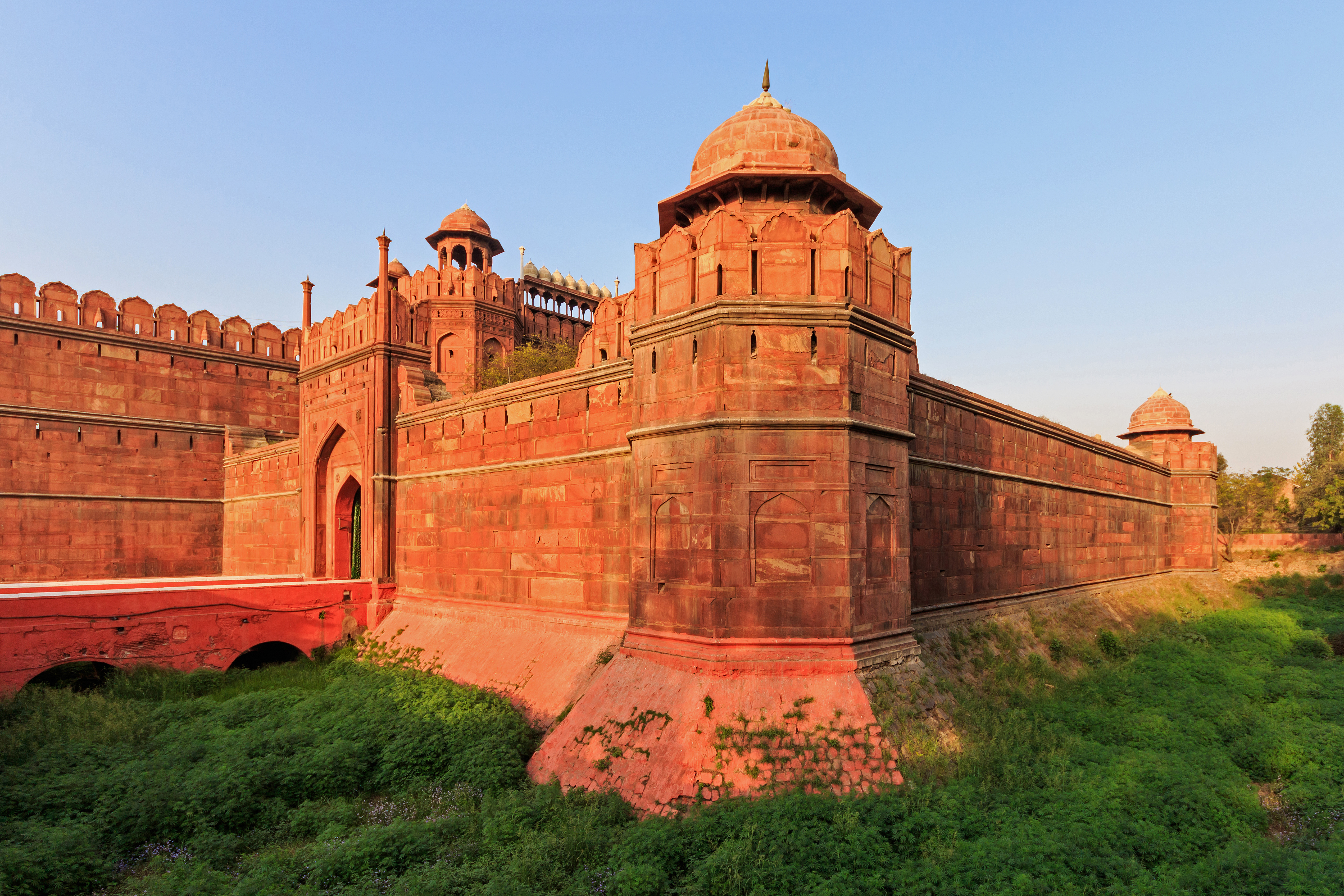
Außenmauern des Roten Forts auf der Stadtseite

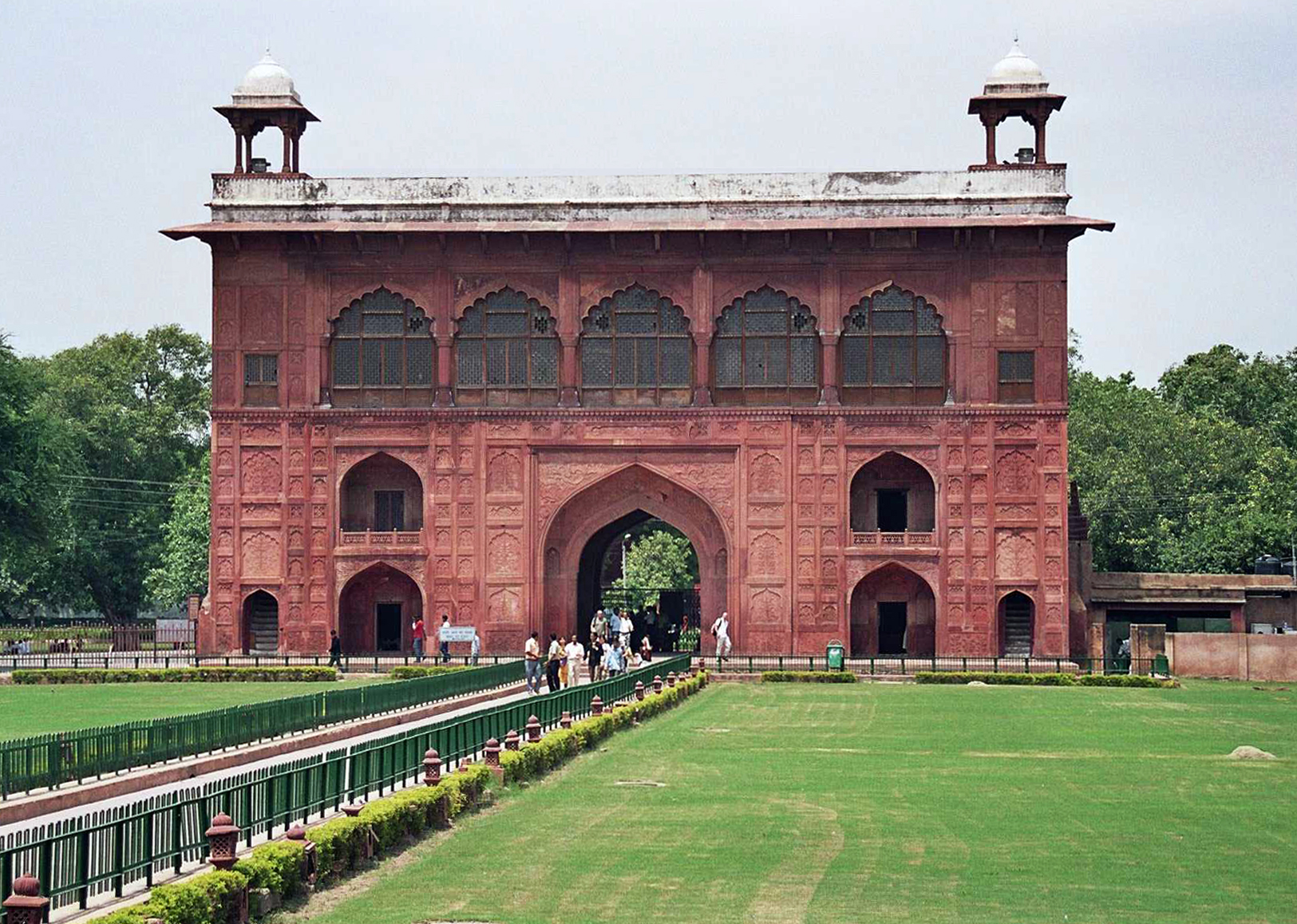
Naqqarkhana oder Naubat Khana („Trommelhaus“)

Das Rote Fort ist von einer zwischen 18 Meter (auf der Flussseite) und 34 Meter (auf der Stadtseite) hohen, mit Zinnen bewehrten Mauer von insgesamt 2,4 Kilometer Länge sowie einem Graben umgeben. Der Graben bezog ursprünglich Wasser aus der Yamuna, ist heute aber trocken. Aus der Festungsmauer springen in regelmäßigen Abständen halbrunde Bastionen hervor. Die beiden Eingänge, das Lahore-Tor im Westen und das Delhi-Tor im Süden, sind durch je ein rechteckiges Vorwerk gesichert. Jedes Vorwerk besteht aus einem Hof, das über ein im rechten Winkel zur Festungsmauer angeordnetes Tor zugänglich ist. Die eigentlichen Eingangstore zum Festungsinneren sind dem Hof zugewandt. Sie sind dreistöckig und werden von achteckigen Türmen mit Dachpavillons (Chattris) flankiert.

### Öffentlicher Bereich
Vom Lahore-Tor aus führt eine überwölbte Basarstraße, der Chatta Chowk, in West-Ost-Richtung zum freistehenden Naqqarkhana  oder Naubat Khana („Trommelhaus“), einem dreistöckigen, quadratischen Torbau aus rotem Sandstein, dessen mit Blumenranken verzierte Außenwände ursprünglich teils vergoldet waren. Hier wurden Gäste des Kaisers empfangen. Auf der Galerie im Obergeschoss spielten Musikanten für den Mogulkaiser oder um die Gäste zu begrüßen. Vom Naqqarkhana aus führten zwei weitere Basarstraßen nach Norden und Süden, von denen heute nur der südliche, am Delhi-Tor endende Abschnitt erhalten ist. Der nördliche Basar hatte als Sackgasse keine Verbindung zur außerhalb der Festung gelegenen Stadt und wurde daher möglicherweise nie fertiggestellt.
Östlich des Naqqarkhana öffnet sich eine große Rasenfläche, an deren Stelle sich einst der ummauerte erste Innenhof der Festung befand. Dahinter steht auf einer Terrasse die öffentliche Audienzhalle (Diwan-i Am). Zwölfeckige Sandsteinsäulen untergliedern diesen einstöckigen, offenen Pavillon in neun mal drei Joche, die von Zackenbögen überspannt werden. Die originale Bemalung und Vergoldung der Säulen ist nicht erhalten. An der weit überstehenden Traufkante des Flachdaches konnten früher Vorhänge befestigt werden. Im Osten des Diwan-i Am ist eine Marmorwand eingezogen, an die sich der marmorne Thronbaldachin der ehemaligen Mogulherrscher anlehnt. In Pietra-dura-Einlegetechnik gearbeitete Vogel- und Blumendarstellungen schmücken die Wand hinter dem Thron.

### Palastbereich

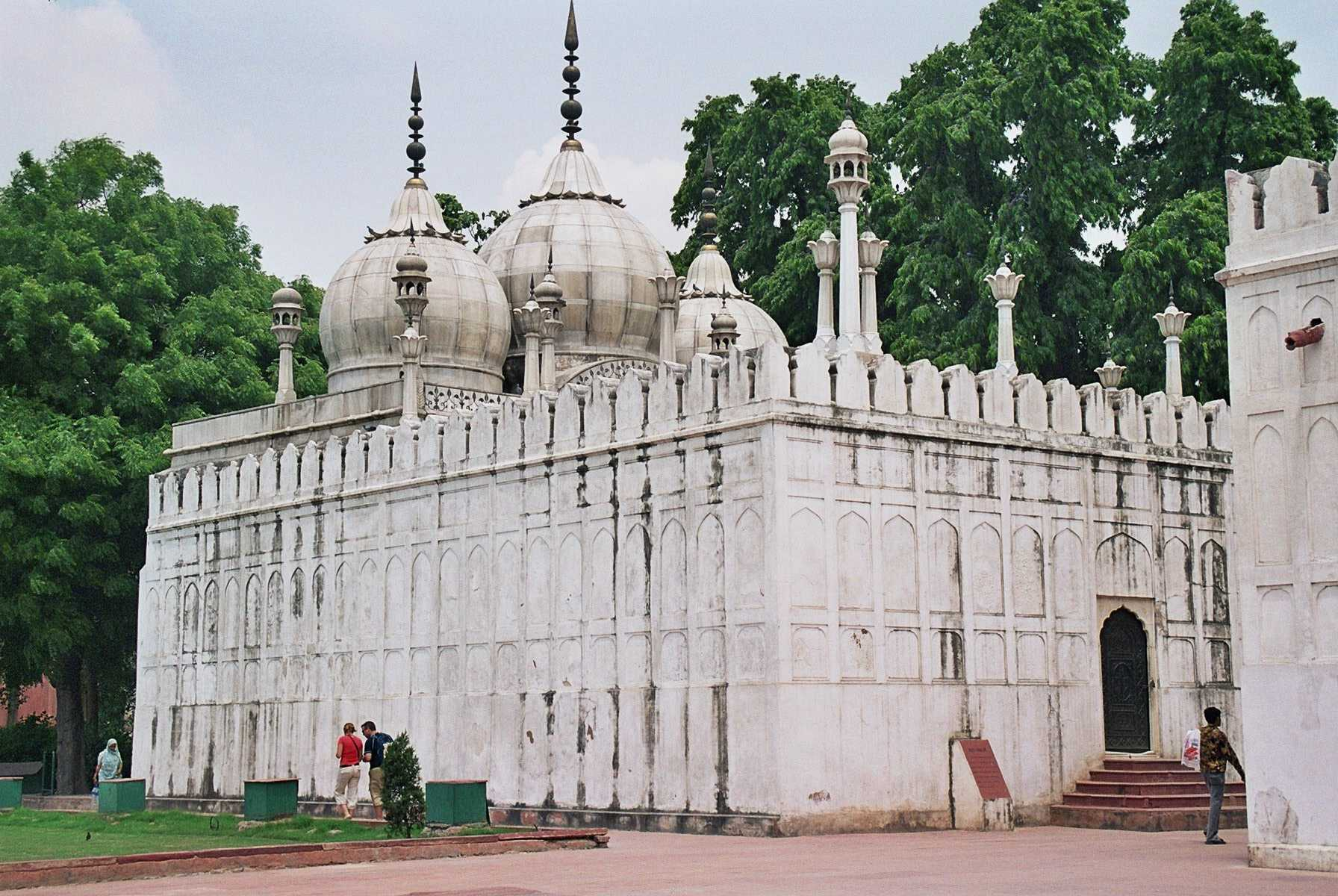
Außenansicht der ummauerten Perlmoschee (Moti Masjid)

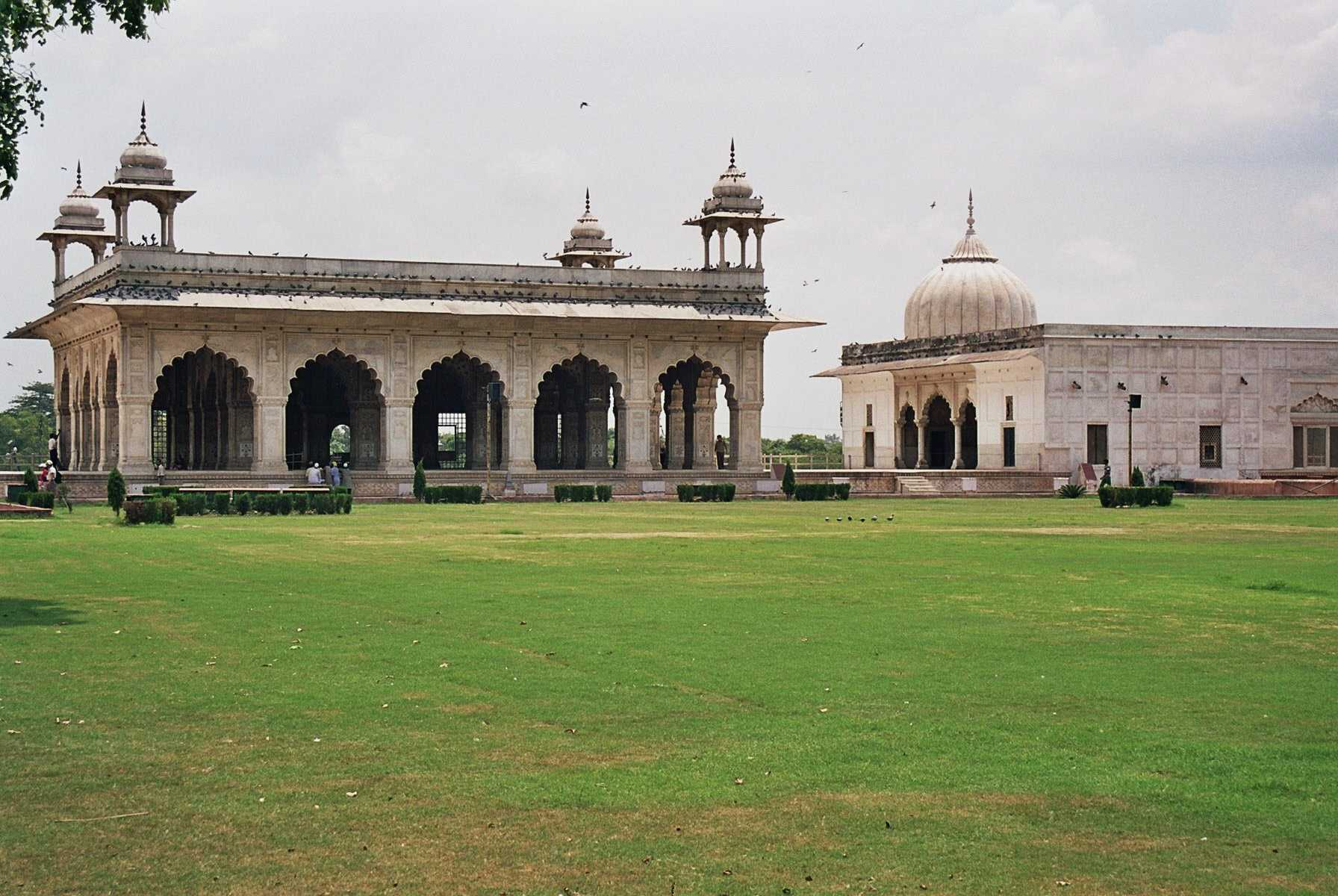
Private Audienzhalle (Diwan-i Khas; links) und die Privatgemächer des Kaisers (Khas Mahal; rechts)

Entlang der östlichen Begrenzung des Roten Forts befinden sich die ehemals der kaiserlichen Familie vorbehaltenen Gebäude, in denen auch die kaiserlichen Privatgemächer untergebracht waren. Die Paläste stehen erhöht auf dem Niveau des oberen Abschlusses der östlichen Festungsmauer. Noch erhalten sind (von Nord nach Süd) das Badehaus (Hammam), die Perlenmoschee (Moti Masjid), die private Audienzhalle (Diwan-i Khas), die Paläste Khas Mahal, Rang Mahal und Mumtaz Mahal sowie eine Reihe kleinerer Pavillons. Zwischen dem Rang Mahal und dem Mumtaz Mahal existierte ein weiterer Palastbau namens Chhoti Baithak, der die wiederholten Plünderungen und Zerstörungen Delhis jedoch nicht überdauert hat. Ein marmorner Wasserlauf, Nahr-i Bihisht („Kanal des Paradieses“) genannt, verbindet die Paläste miteinander. Das Wasser wurde im nordöstlichen Eckturm des Roten Forts heraufgepumpt.
Das Badehaus ist vollständig aus weißem Marmor errichtet und weist im Inneren drei prachtvolle, überwölbte Baderäume auf. Wände und Fußböden sind mit Einlegearbeiten verziert.
Westlich des Badehauses steht die kleine Perlenmoschee (Moti Masjid), die Aurangzeb 1662 aus weißem Marmor errichten ließ. Ihr Aufbau ist typisch für den indischen Moscheenstil der Mogulzeit: Über der gen Mekka ausgerichteten Gebetshalle erheben sich drei zwiebelförmige Kuppeln, deren mittlere die beiden anderen überragt. Ein lotosblütenförmiger Stuckaufsatz und hoch aufragende Metallspitzen schließen die Kuppeln ab. Vor der Gebetshalle öffnet sich ein enger Hof. Von außen sind nur die stark gewölbten Kuppeln zu erkennen, da die Moschee und ihr Hof von einem hohen Mauergeviert umschlossen sind.
Die private Audienzhalle (Diwan-i Khas) südlich des Badehauses ist wie der Diwan-i Am eine rechteckige, einstöckige Säulenhalle mit Flachdach, besteht aber ganz aus weißem Marmor. Die massiven Säulen wirken schwerer als die zierlichen Sandsteinstützen des Diwan-i Am; die kostbaren Einlegearbeiten, Vergoldungen und Malereien an den Säulen und Bögen sowie die Chattris auf den Eckpunkten des Flachdaches gleichen den schwerfälligen Eindruck aber aus. Eine nach außen offene, zackenbogige Galerie umringt einen rechteckigen Raum in der Mitte der Halle. Hier empfingen die Mogulherrscher hochrangige Persönlichkeiten zu privaten Audienzen. Auf einem Sockel im Audienzraum stand früher der goldene Pfauenthron, den der persische Herrscher Nadir Schah 1739 aus Delhi entwendete. Er gilt heute als verschollen.

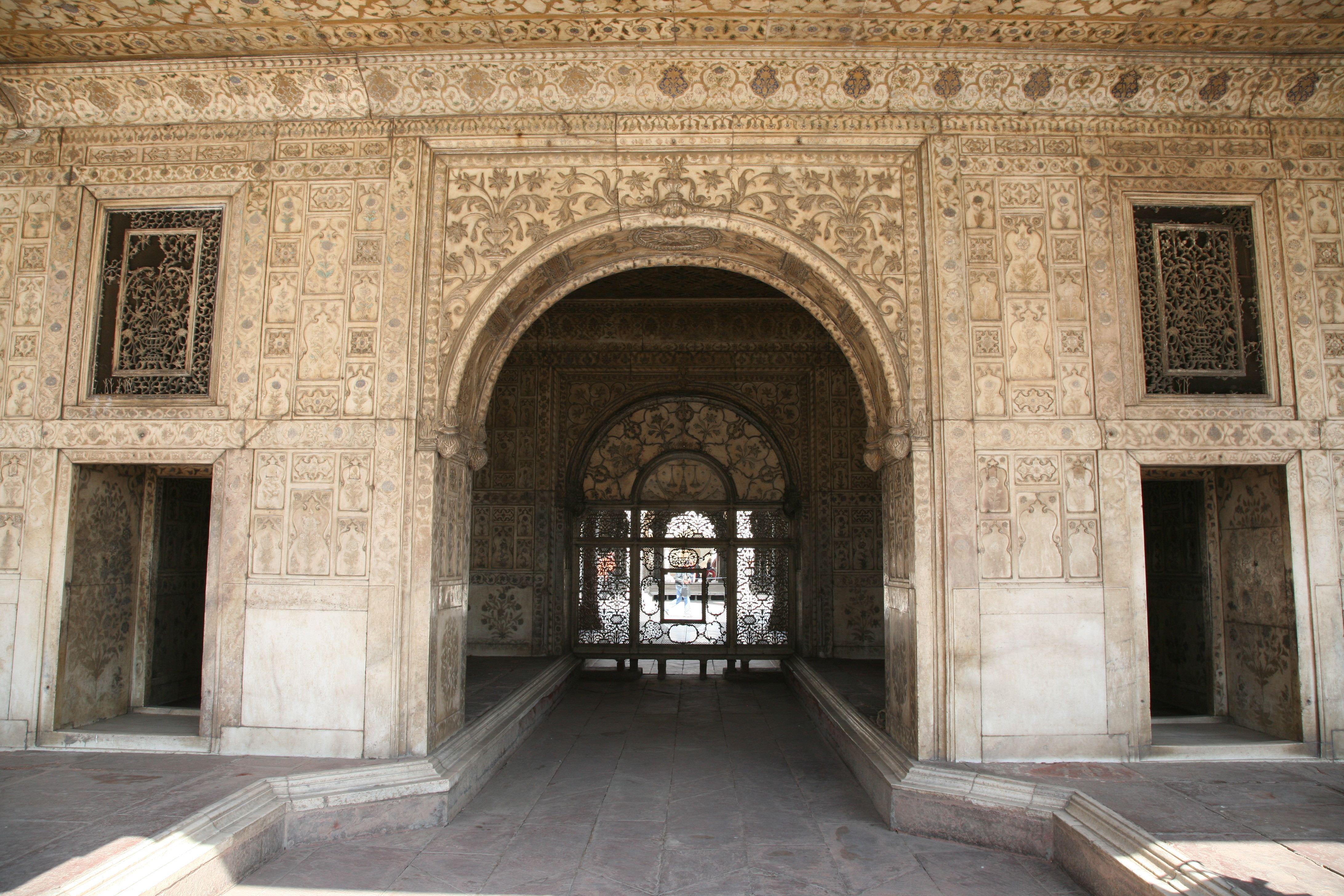
Das Innere vom Khas Mahal

Südlich an den Diwan-i Khas schließt sich der eher unscheinbare Khas Mahal („Privater Palast“) an. Der einstöckige Marmorbau beherbergte die Privatgemächer des Mogulkaisers. Nach Süden hin öffnet sich eine längliche Veranda, die als Wohnraum diente. Dahinter liegen drei Schlafgemächer. Die Ostwand des Khas Mahal grenzt an einen niedrigen, achteckigen Turm der östlichen Begrenzungsmauer, von dem aus sich der Kaiser jeden Morgen dem Volk zeigte. Den Turm umgibt heute ein Balkon, der erst im 19. Jahrhundert hinzugefügt wurde.

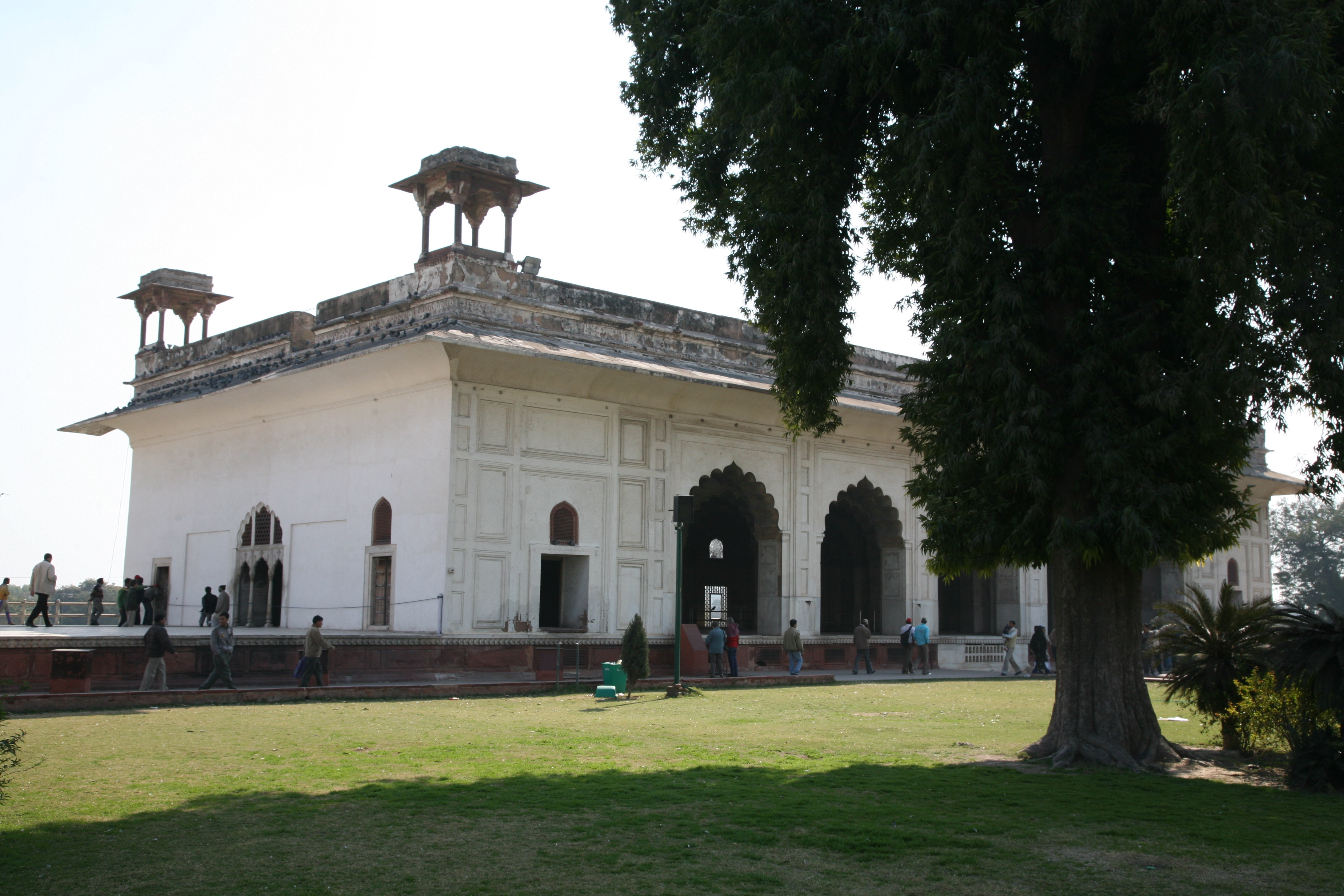
Der Rang Mahal

Auf den Khas Mahal folgt in südlicher Richtung der Rang Mahal („Palast der Farben“), wo die Frauen des Kaisers residierten. Solche Frauengemächer trugen die Bezeichnung Zenana; seinen Eigennamen erhielt der Palast von der nur in Resten erhaltenen Bemalung der Innenräume. Der Rang Mahal besteht aus einer langgestreckten, einstöckigen Halle, deren Vorderfassade durch fünf Zackenbögen gegliedert wird. Zwei der sechs Räume haben mit Spiegelscherben versehene Wände und Decken; sie werden darum auch als Shish Mahal („Palast der Spiegel“) bezeichnet.
Die südlichste der Palastanlagen des Roten Forts ist der Mumtaz Mahal („Palast der Juwelen“). Er besteht größtenteils aus Marmor und umfasst sechs Räume, die ursprünglich bemalt waren und ebenfalls zur Zenana gehörten. Heute beherbergt er ein archäologisches Museum.